# Cratere Eurycleia
Eurycleia è un cratere sulla superficie di Teti.